# Анкілоз скронево-нижньощелепного суглоба
Анкілоз скронево-нижньощелепного суглоба (СНЩС) — фіброзне або кісткове зрощення внутрішньосуглобових поверхонь СНЩС, що обумовлює часткове або повне зникнення суглобової щілини.
Зрощення суглобових поверхонь не дає можливостей рухати нижньою щелепою та стійко повно або частково обмежує відкривання рота, що призводить до порушень у розвитку і функціюванні зубно-щелепної системи пацієнта та викликає ускладнення з боку інших систем його організму (дихальної, травної, нервової, тощо)
Американська стоматологічна асоціація вказує, що анкілоз СНЩС є абсолютним показанням до хірургічного втручання.
В етіопатогенезі означеної нозології основними причинами є інфекційно-запальні процеси (туберкульоз, остеомієліт, гнійний отит, ревматичний деформувальний артрит, тощо) та травматичні пошкодження суглоба. Вроджені анкілози СНЩС зустрічаються рідко.